# 日本ダービー 勝負
『日本ダービー 勝負』（にっぽんダービー しょうぶ）は、1970年5月13日に公開された東映東京撮影所製作、配給東映によるオールスター映画。佐藤純彌監督。日本中央競馬の東京優駿（日本ダービー）の歴史を、第1回競走から参加する尾形藤吉厩舎を軸に描くドラマパートおよび、実際のレース映像パートの二元構成からなるセミ・ドキュメンタリータッチの作品。なお、公開年の日本ダービー（第37回）は本作公開直後の同年5月24日に開催された。
馬名は実名で登場し、レース結果も現実の記録に沿って描写されるが、主人公の尾形をモデルにした「山形」など、ほとんどの登場人物の名は変えられており、活動時期や経歴などにも改変や脚色がある。

## ストーリー
全国の競走馬が集まる空前のレース「東京優駿」が創設された。第1回東京優駿大競走に騎手兼調教師として出走し、いずれも敗れた東京の山形正吉と京都の加藤直吉は、ライバル心を燃やしながら友情を育む。第3回東京優駿では正吉は急病で騎乗を断念するも、1着から3着までを正吉の管理馬が独占する。この競走で正吉の代わりに騎乗した島崎は、トクマサで第5回東京優駿を制するも、その後の落馬事故の後遺症のため徐々に視力を失い、現役の続行を断念する。戦前最後の競走となった第12回には、島崎の代わりに見習い騎手だった前川がクリフジに騎乗してレースを制する。島崎以外の騎手たちは次々と出征し、前川は帰らぬ人となる。
戦後、東京優駿は「日本ダービー」の愛称を付して再開されたが、正吉・直吉いずれも好成績を残せず苦しむ。病に倒れた直吉は、病床のラジオで第16回ダービーの実況を聞き、自身の馬・タチカゼの勝利を耳にして息を引き取る。正吉の馬は第19回・第23回・第28回・第30回を制する。
1969年。同年のダービー最有力馬とされた山形厩舎のワイルドモアは、直前の第29回皐月賞で骨折し、ダービー出走を断念。山形厩舎からはミノルとハクエイホウが第36回ダービーに出走し、最終コーナーまで2頭がリードしたが、ゴール直前でダイシンボルガードが追い上げて逆転し、2頭は2着・3着に終わった。正吉と息子の栄一は、敵情視察で策を練るため、全国の競馬場を巡った。
（※これ以降、1969年・1970年の新馬戦および重賞競走の映像がダイジェストで流れ、1970年のダービー出走が内定した当時の有力馬が次々と紹介される。劇場公開3日前に開催された第18回NHK杯の紹介のあと、ダービーの開催日が字幕表示され、双眼鏡をのぞく正吉のアップをとらえて本編は終わる。）

## 出演者
役名の大半はキネマ旬報映画データベースに基づく。
- 島崎清三郎：高倉健
  - モデルは伊藤正四郎。
- 山形栄一（正吉の息子）：梅宮辰夫
  - モデルは尾形盛次。
- 役名不明（第1回東京優駿出場を目指す若手騎手）：谷隼人
- 前川長太：菅原文太
  - モデルは前田長吉。
- 島崎加代（清三郎の妻）：藤純子
- 山形敬子（正吉の妻）：津島恵子
- 山形芙美子（正吉の娘）：三条泰子
- 楠田隆：長谷川明男
  - モデルは保田隆芳。
- クリフジの馬主：福山象三
- 島崎清（清三郎の息子）：岩下亮
  - モデルは伊藤正徳。
- 吉田（ワイルドモア・アイアンモアの馬主）：志摩靖彦
  - モデルは吉原貞敏。
- 森川勝次[注 1]：砂塚秀夫
  - モデルは八木沢勝美。

- 山形厩舎厩務員：長谷川弘
- 館啓介
- 植田灯孝
- 小倉康子
- 居酒屋の客：佐藤晟也
- 山形厩舎厩務員：高島稔
- 日尾孝司
- 牧場主：河合絃司
- 第1回東京優駿の参加騎手：小林稔侍
- 花田達
- 岡野耕作
- 山田甲一
- 居酒屋の客：須賀良
- 篠恵輔
- ウォッチマン：久保一
- 伊達弘
- 浅沼創一
- 山形厩舎厩務員：佐川二郎
- 桐島好夫
- 記者：山浦栄
- 菅原壮男
- 高月忠
- 城春樹
- 木村修
- トクマサの馬主：五野上力
- 亀山達也
- 高須準之助
- 美原亮
- 競馬場の客：沢田浩二
- 西本良治郎
- 吉田の妻：小甲登枝恵
- 青天目守
- 山形重男（芙美子の息子）：内海敏彦
- 吉原敏美子
- 小坂巌（実況アナウンサー）：本人 ※過去映像パートの実況アナウンスも兼務
- 大川慶次郎（競馬評論家）：本人
- ナレーター：芥川隆行

- 加藤直吉：若山富三郎
  - モデルは伊藤勝吉。
- 山形正吉：三橋達也（東宝）
  - モデルは尾形藤吉（尾形景造）。

## スタッフ
- 監督：佐藤純彌
- 製作：大川博
- 企画：俊藤浩滋、大川慶次郎、吉田達
- 脚本：松本功、山本英明、佐藤純彌
- 撮影：仲沢半次郎
- 録音：小松忠之
- 照明：川崎保之丞
- 美術：藤田博
- 音楽：津島利章
- 編集：長沢嘉樹
- 助監督：伊藤俊也
- 擬斗：日尾孝司
- 進行主任：坂上順
- 装置：石井正男
- 装飾：田島俊英
- 記録：太田順子
- 現像：東映化学
- 協力：尾形愛馬会、ダービーニュース社、朝日テレビニュース社

## 製作

### 企画
企画は俊藤浩滋。当時、2000万人の競馬人口とも言われた競馬ブームを受け、東映幹部の多くが競馬にハマり、佐藤が『日本暴力団 組長と刺客』を撮影中に俊藤が話を持ち掛けて来た。同時期に東宝でもソルティー・シュガーの大ヒット曲「走れコウタロー」を題材にした競馬コメディ『走れ！コウタロー 喜劇・男だから泣くサ』を製作しており、競馬ブームと日本映画全体の不振から各社企画が混迷していたという背景があった。また同じ東映東京撮影所（以下、東映東京）の今田智憲所長が、1967年から1968年にかけて「競馬必勝法シリーズ」として競馬を題材とする映画を3本作ったことがある（『喜劇 競馬必勝法』参照）他、これまでも大映『幻の馬』や東宝『喜劇 駅前競馬』などが作られていた。今田は大川博東映社長の息子・大川毅とソリが合わず、傍系の東映芸能社長に左遷させられ、映画製作の最前線からは離れていた。

### 脚本
1969年の第29回皐月賞に勝ったワイルドモアが、1970年の日本ダービーに勝てるかどうかが話題になっていて、その馬を育てた尾形藤吉調教師を主人公にしようと話が練られた。企画としてクレジットされている大川慶次郎からは事前に話を聞いて、業界の裏話などを仕入れた。もう一人の企画クレジット・吉田達は東映東京のプロデューサー。主演の三橋達也は東映がキャスティングしたが、その他は競馬好き役者の特別出演。

### ㊙競馬ムービー情報
本作のプロトタイプとなった短編映画が1969年11月に作られている。1969年11月30日に開催された秋の天皇賞の2日前11月28日に昭和残侠伝シリーズ第6作『昭和残侠伝 人斬り唐獅子』封切初日に東京の東映主要映画館で映画の合間に流された『㊙競馬ムービー情報・天皇賞特集』という12分のフィルムがそれで、当時は土曜の夜は深夜興行（オールナイト）があり、土曜の朝から日曜にかけて繰り返し上映された。また東京以外に場外馬券場があった全国8地区の東映系映画館（約140館）でも流されたとされる。
内容はダービーニュースに協力を仰ぎ、大川慶次郎の推理と予想を交えた解説付きで、トライアルレースの取材を含み、1969年11月27日早朝、東京競馬場ほかで行われたマーチス、アタックブルー、フイニイなどの調教の模様を収めた12分の記録映像。ニュース映画のような物で、当時競馬専門紙が7紙あり、いずれも一部80円で飛ぶように売れていたことから、これに目を付けた岡田茂東映映画本部長が、競馬新聞のやる競馬の予想紙予想を映画でやろうといういわば「動く競馬予想紙」といった試み。これを封切映画と併映して競馬ファンを取り込もうとする魂胆だった。競馬の予想といえば、競馬新聞やスポーツ紙、ラジオ・テレビによる同時中継による簡単な予想はあるが、映画のワイド画面を使っての本格的な競馬ニュースは初めてだった。当時の映画ファンは圧倒的に男性で占められており、岡田は特に男性観客を対象とした製作方針を執っており、入場者も90％以上が男性で、男女比率は競馬と同様な数字を示していた。発案者はこの共通点に目を付けた岡田茂映画本部長で、岡田は「そもそもの動機は映像産業としての東映が持っている機能を、新しい分野に活用しようということからで、東映が競馬の予想に乗り出すために計画したものではない。しかしやる以上は競馬ファンにも満足してもらえるものを提供するつもりだ。軌道に乗るのは来年からになると思うが、映画館に新しい魅力を持たせるという意味からも、ぜひとも成功させたい。また東映側の基本構想としては、サービスで上映するという考えであり、このために別料金を取るようなことはしない」などと説明した。『㊙競馬ムービー情報』以降も1970年から本格的にこれを事業化し、中央競馬開催のビッグレースの前々日と前日に10分から15分の同種のフィルムを流すと発表した。好評ならこの競馬ニュースに特化した臨時専門館の開設も検討された。
映画関係者から「東映さん、商売うまいッ！」「ゲテ趣味も、ここまで来るとかえってご立派。競馬ファンにとっては魅力ある企画だ」などと皮肉られた。これが人気を得るようになれば、他の映画会社も同工異曲の物を作るだろうと予想され、競馬新聞も大きな影響を受けるだろうと見られた。
これまで中央競馬会は映画会社の競馬関連映画に協力的でなかったことから、1969年12月9日、岡田が西新橋の中央競馬会の中西信吉理事（広報担当）を訪ね、事情説明を行い「今後も続ける方針なので中央競馬会の協力をお願いしたい」と頼んだ。これに対して中西理事は「全面的に協力できないが、反対もしない」という態度を示したため、岡田はこれを"暗黙の了解"と受け取り、「中央競馬会との間に食い違いがあったので事情を説明した。謝る点は謝りました。全面的な協力を得ることは出来ませんでしたが、『㊙競馬ムービー情報』は予定通り、次は有馬記念（1969年12月21日第14回）をやります」などと話した。また本作『日本ダービー』（仮題）の製作も伝え、『日本ダービー』は劇映画であると説明した。しかしマスメディアからは暗に拒否されたのではという見方をされた。その後の経緯は不明。

### 撮影
サラブレッドに神経を配らないといけないため、尾形藤吉が撮影させてくれず、佐藤の父が中村勝五郎日本馬主協会連合会会長の知り合いで、ある程度撮影が可能になり、ドキュメントのような形でキャメラを持ち込めた。
三橋達也、若山富三郎らはいずれ劣らぬ競馬狂で、撮影の合間には「タニノムーティエが強い」「いやアローエクスプレスの方が強い」など喧々囂々。スター変じて競馬評論家の集まりと化した。主役の高倉健扮する島崎清三郎の弟役の岩下亮は、岩下志麻の弟で、映画初出演。田村亮は成城大学の同級生で、田村の芸名「亮」は岩下の本名から拝借したという。

## 同時上映
『人生劇場 飛車角』（再映）
- 主演：鶴田浩二 / 監督：沢島忠

## 作品の評価
監督の佐藤は「ダービー前の競馬予想みたいな、いわば日本中央競馬会協賛映画みたいな感じになってしまった。全体的に映画として成立しているかと問われたら、こちらとしては心許ない。『甦れ魔女』に比べるとまあマシですけど」などと評している。

## ネット配信
- 東映チャンネルで、高倉健と菅原文太が亡くなった一周忌メモリアル特別企画として2015年に「高倉健×菅原文太共演全12作品一挙放送」という特集が組まれ、その一本として2015年11月28日に放送されている[15]。2019年にも「没後5年メモリアル」として同じラインアップのプログラムがあり[16]、2019年11月に本作も放送されている。

- YouTube「toei xstream theater」で、2022年5月20日から同年同月29日23:59（JST）まで無料配信が行われた。同チャンネルでの東映映画の配信は、通常は1週間だが、今回は2022年5月29日開催の第89回日本ダービーに合わせて特別に延長された。